# 戈爾德貝格湖 (路德維希斯盧斯特-帕爾希姆縣)

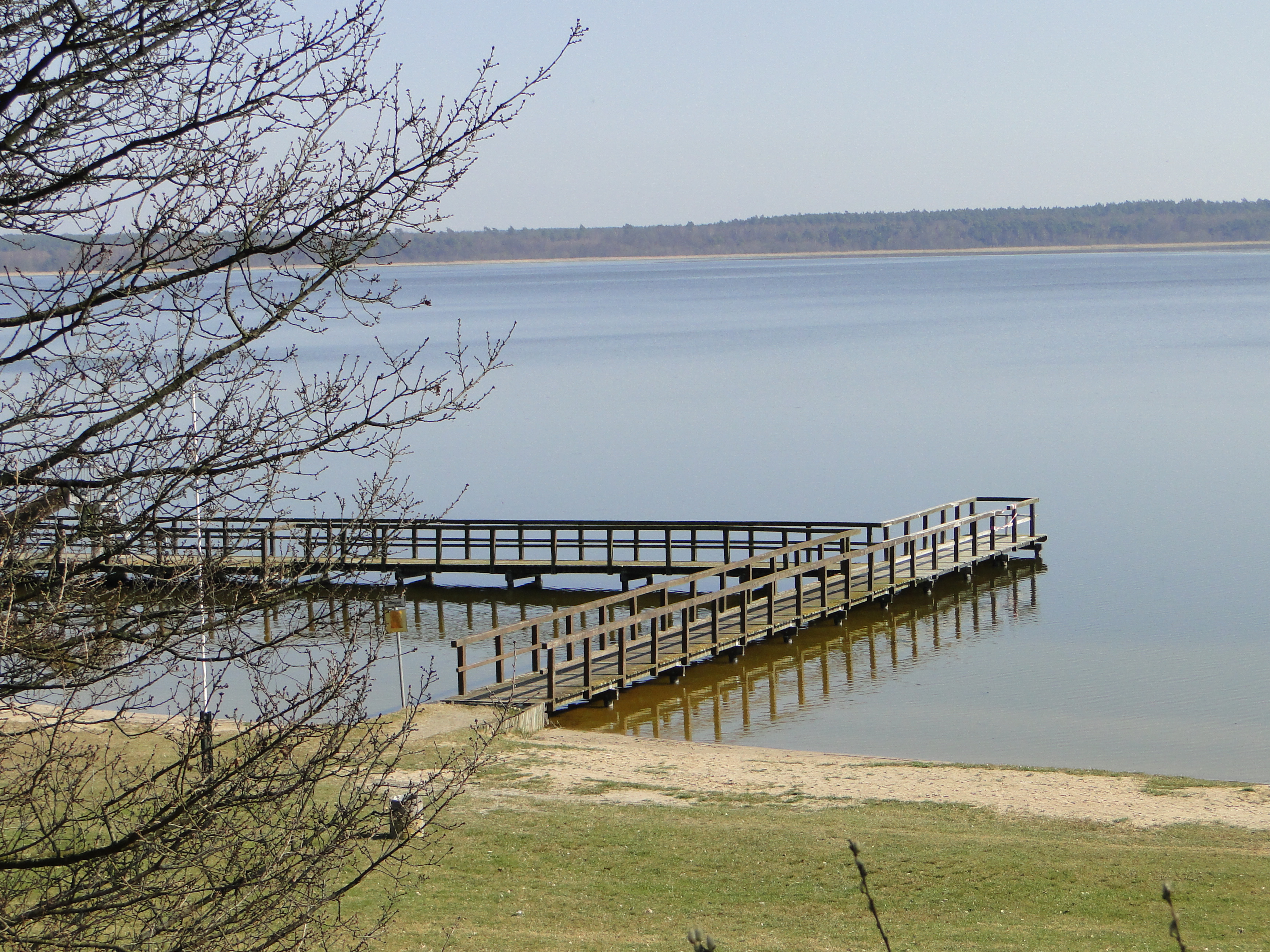

53°36′40″N 12°7′30″E / 53.61111°N 12.12500°E
戈爾德貝格湖（德語：Goldberger See），是德國的湖泊，位於該國東北部，由梅克倫堡-前波美拉尼亞州負責管轄，處於路德維希斯盧斯特-帕爾希姆縣，長3.9公里、寬2.8公里，面積7.7平方公里，海拔高度47米，平均水深2米，最大水深4米。